# 167-ма піхотна дивізія (Третій Рейх)
167-ма піхотна дивізія (Третій Рейх) (нім. 167. Infanterie-Division) — піхотна дивізія Вермахту за часів Другої світової війни.

## Історія
167-ма піхотна дивізія була сформована 26 листопада 1939 року в Мюнхені в VII військовому окрузі (нім. Wehrkreis VII) під час 7-ї хвилі мобілізації Вермахту.

## Райони бойових дій
- Німеччина (листопад 1939 — травень 1940);
- Франція (травень 1940 — травень 1941);
- Генеральна губернія (травень — червень 1941);
- СРСР (центральний напрямок) (червень 1941 — травень 1942);
- Нідерланди (травень 1942 — січень 1943);
- СРСР (південний напрямок) (січень 1943 — лютий 1944).

## Командування

### Командири
- оберст, з 1 січня 1940 генерал-майор Мартін Гільберт (нім. Martin Gilbert) (26 листопада 1939 — 10 січня 1940);
- генерал-лейтенант Оскар Фогль (нім. Oskar Vogl) (10 січня — 1 травня 1940);
- генерал-майор, з 1 жовтня 1940 генерал-лейтенант Ганс Шенгерль (нім. Hans Schönhärl) (1 травня 1940 — 1 серпня 1941);
- генерал-майор Вернер Шартов (нім. Werner Schartow) (1 — 11 серпня 1941);
- генерал-майор, з 1 листопада 1942 генерал-лейтенант Вольф Тріренберг (нім. Wolf Trierenberg) (11 серпня 1941 — 25 листопада 1943);
- оберст Ганс Гюттнер (нім. Hans Hüttner) (25 листопада 1943 — 1 лютого 1944).